# MacSoft
MacSoft – amerykański wydawca i producent gier komputerowych z siedzibą w Stanach Zjednoczonych w Plymouth (Minnesota). Firma została założona w 1993 roku.

## Wydane gry
Źródło: Mobygames
- Age of Empires
- Age of Empires II (Gold Edition)
- Age of Empires III
- Age of Empires III: The Asian Dynasties
- Age of Empires III: The WarChiefs
- Age of Empires II: The Age of Kings
- Age of Mythology
- Asteroids
- Beach Head 2000
- Beach Head 2002
- Blue's Clues: Blue Takes You to School
- Breakout
- Centipede
- Civilization: Call to Power
- Civilization II (Multiplayer Gold Edition)
- Close Combat: First to Fight
- Damage Incorporated
- Dark Vengeance	1998
- Deadlock: Planetary Conquest
- Deer Hunter
- Driver
- Drop Point Alaska
- Dungeon Siege
- Falcon 4.0
- FireFly Studios' Stronghold
- Halo: Combat Evolved
- Jack Nicklaus 4
- Jeopardy!
- Jeopardy! 2nd Edition
- Links Championship Edition
- Links LS 2000
- Lode Runner 2
- Mac Fun Pack 2
- Master of Orion 3
- Master of Orion II: Battle at Antares
- Myth III: The Wolf Age
- Neverwinter Nights
- Neverwinter Nights: Hordes of the Underdark
- Neverwinter Nights: Shadows of Undrentide
- Pong: The Next Level
- Prime Target
- Quake
- Railroad Tycoon 3
- Rise of Nations: Gold Edition
- Risk II
- Shadow Warrior
- Sid Meier's Civilization III
- Star Control 3
- Star Trek: The Next Generation - Klingon Honor Guard
- Survivor: The Interactive Game
- Terminal Velocity
- Tom Clancy’s Rainbow Six
- Tom Clancy’s Rainbow Six: Rogue Spear
- Top Gun: Fire at Will
- Total Annihilation: Gold Edition
- Tropico 2: Pirate Cove
- Tropico: Mucho Macho Edition
- Unreal
- Unreal Tournament
- Unreal Tournament 2003
- Unreal Tournament 2004
- Unreal Tournament (Game of the Year Edition)
- Vampire: The Masquerade - Redemption
- Wheel of Fortune
- Wheel of Fortune: 2nd Edition
- W!Zone
- X-Men: The Ravages of Apocalypse
- Zoo Tycoon 2

## Dystrybuowane gry
Źródło: Mobygames
- Fly! II
- Troubled Souls

## Skonwertowane gry
Źródło: Mobygames
- Age of Empires
- Master of Orion II: Battle at Antares